# Colorado State University
Colorado State University (CSU) – amerykańska uczelnia publiczna z siedzibą w mieście Fort Colllins (stan Kolorado). Została założona w 1870 roku.